# 파도치는 땅
"파도치는 땅"은 2019년에 개봉한 대한민국의 영화이다.

## 줄거리
학원사업에 실패한 문성(박정학)은 돈을 마련하러 다닌다. 하나뿐인 아들 도진(맹세창)은 미국 유학을 중단하고 결혼하겠다고 고집을 부린다. 그러던 어느날 오랫동안 연락을 끊었던 아버지가 위독하다는 연락을 받는다. 오래 전 납북된 고기잡이배 선원이었던 아버지는 간첩조작사건에 연루되어 온 가족이 고초를 겪었었다. 문성은 30여 년 만에 고향 군산에 온다. 의식불명의 아버지를 간호하고 있는 것은 은혜(이태경)였다. 

## 캐스팅
- 박정학 : 문성 역
- 이태경 : 은혜 역
- 맹세창 : 도진 역
- 양조아 : 윤아 역
- 고관재 : 진일 역
- 안민영 : 순영 역
- 정희태 : 영기 역
- 전영운 : 광덕 역
- 임채리 : 예리 역
- 임예리 : 예리 역
- 강영구 : 관리인 역
- 박성일 : 의사 역
- 김성혁 : 인턴 역
- 조준형 : 학원실장 역
- 정지원 : 학원 데스크 역
- 임윤비 : 점술사 역
- 이지성 : 영기 아들 역
- 성혜민 : 타로 손님 역
- 송현영 : 횡단보도 부 역
- 홍재민 : 횡단보도 자 역
- 주판기 : 노인 역
- 권수진 : 공방 교사 1 역
- 박지원 : 공방 교사 2 역
- 노동환 : 공방 아이들 역
- 박노아 : 공방 아이들 역
- 양지윤 : 공방 아이들 역
- 유지민 : 공방 아이들 역
- 이유나 : 공방 아이들 역
- 이재희 : 공방 아이들 역
- 주아영 : 공방 아이들 역
- 최윤솔 : 공방 아이들 역
- 허지혁 : 공방 아이들 역
- 박정주 : 공방 학부모 역
- 박혜림 : 공방 학부모 역
- 송혜인 : 공방 학부모 역
- 신진숙 : 공방 학부모 역
- 전보배 : 공방 학부모 역
- 허미임 : 공방 학부모 역
- 허찬곤 : 공방 학부모 역

## 영화 정보
- "파도치는 땅"은 2018년 제19회 전주국제영화제 전주시네마프로젝트로 상영되었다. 첫 장편 영화 "폭력의 씨앗"(2017)으로 제18회 전주국제영화제 한국경쟁 부문 대상을 수상한 임태규 감독의 두 번째 장편 영화로 전주국제영화제에서 월드프리미어로 상영되었다.[1]
- 1967년 납북 어부 간첩 조작 사건에 연루된 가족 삼대의 고통이 대물림 되는 연대기를 담고 있다.

## 같이 보기
- 2019년 대한민국의 영화 목록